# Ivan Žigmund Zapolja
Ivan Žigmund Zapolja (madžarsko Szapolyai János Zsigmond, hrvaško Ivan Žigmund Zapolja ali Ivan Žigmund Zapoljski)  je bil v letih 1540 do 1551 in 1556 do 1570 kot Ivan II. kralj Ogrske, * 7. julij 1540, Budim, Ogrska, † 14. marec 1571, Weißenburg, Ogrska. 
Od leta 1570 do svoje smrti je bil kot Ivan I. prvi knez Transilvanije in od leta 1551/1553 do 1556 vojvoda Opol in Ratiborja. Poročen je bil z Marijo Eleonoro, hčerko vojvode Viljema Jüliškega, s katero ni imel otrok. Z njegovo smrtjo je rodbina Zapolya izumrla.

## Življenje
Ivan Žigmund je izhajal iz plemiške družine Zápolya. Bil je sin Ivana Zápolje (1487–1540), kralja Ogrske, Hrvaške in Dalmacije, in Izabele Jagelo, hčerke  Sigismunda I., poljskega kralja in velikega kneza Litve ter njegove druge žene Bone Sforza. 
Petnajst dni po njegovem rojstvu mu je nepričakovano umrl oče, ki ga je za kralja izvolilo ogrsko plemstvo in ga je podpiral osmanski sultan Sulejman I. Skrbništvo nad Ivanom mlajšim je prevzel škof Oradee Georg Martinuzzi. Njegovo zahtevo po prestolu je izpodbijal kasnejši cesar Ferdinand I. Habsburški. Sulejman I. je pod pretvezo, da želi zaščititi Ivanove interese,  leta 1541 ukazal svoji vojski, naj zasede osrednjo Ogrsko in Budim. 
25. maja 1541 je osmanski sultan Ivanu Žigmundu podelil oblast nad Transilvanijo, ogrsko ozemlje pa je priključil svojemu cesarstvu. Georg Martinuzzi je bil Ivanov regent v Transilvaniji do leta 1551. Po njegovi smrti je regentstvo prevzela njegova mati Izabela. Med letoma 1551 in 1556 je Transilvanija začasno pripadla cesarju Ferdinandu I., ki je Izabeli kot nadomestilo dal šlezijski vojvodini Opole in Ratibor, ki ju je posedovala do vrnitve v Transilvanijo leta 1556. 
Kralj Ivan II. Žigmund Zapolja je bil učenjak. Tekoče je govoril osem jezikov, podpiral glasbenika Valentina Bakfarka in znal igrati na več glasbil. Sprva je bil katoličan, kot kralj pa je imel strpen odnos do drugih veroizpovedi. Njegov dvorni zdravnik Giorgio Biandrata je prestopil v protestantizem. Pozneje je imel na kralja velik vpliv Franc David, pod vplivom katerega je prestopil v unitarjanstvo. Leta 1568 je v Turdi pri Cluju s Turdskim ediktom razglasil versko svobodo. 
Kot kralj je okrepil oblast transilvanskih vojvod. Leta 1562 je krvavo zatrl vstajo Sekelov in leta 1566 je sklenil zavezništvo s sultanom Sulejmanom I., ki je omogočilo volilno monarhijo brez turškega veta. 
16. avgusta 1570 se je s Speyerskim sporazumom odpovedal zahtevam po ogrskem prestolu v korist cesarja Maksimilijana II. in v zameno prejel ogrske županije onstran Tise, ki jih Osmani niso zasedli. Od takrat naprej se je naslavljal z Ivan Žigmund, knez Transilvanije in dela Ogrskega kraljestva. 
Umrl je 14. marca 1571, kmalu po ratifikaciji Speyerskega sporazuma. Njegov sarkofag stoji v stolnici v Wissembourgu poleg sarkofaga njegove matere Izabele.

## Nasledstvo
Ker Ivan Žigmund ni imel zakonitega naslednika, je za svojega naslednika imenoval svojega svetovalca in blagajnika Gašperja Bekeša, ki se je pogajal za Speyerski sporazum. Transilvanski stanovi so mimo njegove volje 25. maja 1571 v Albi Juliji  za novega kneza izvolili Štefana Báthoryja. Bekeš je s pomočjo Habsburžanov in Seklerjev v naslednjih letih sprožil dve vstaji in bil po bitki pri Kerelőszentpálu leta 1574 dokončno poražen. Štefan Báthory je po izvolitvi za poljsko-litovskega kralja prepričal stanove, da so oblast predali njegovemu bratu Krištofu. Štefanov sin Žigmund Báthory je leta 1598 svojo državo odstopil Avstriji v zameno za šlezijski vojvodini Opole in Ratibor. Žigmund Báthory, knez in vojvoda Opol in Ratibora in vitez Reda zlatega runa, je 11. februarja 1604 prejel češki inkolat in 26. februarja 1604 prisegel zvestobo domovini v plemstvu.